# Tvillingarna på Home Farm
Tvillingarna på Home Farm (engelska Home Farm Twins) är en brittisk serie av barnböcker av Jenny Oldfield, som också sänts som tv-serie.

## Tv-serien
Det första avsnittet av tv-serien sändes i januari 1999. I september 2005 började den fjärde säsongen sändas på BBC One.
Serien handlar om de två tvillingarna Helen och Hannah Moore. I början av serien flyttar de från London till den engelska landsbygden. Där får de nya djur i nästan varje avsnitt.
I Sverige har programmen visats på SVT1 och Barnkanalen.